# Argonne Island
Argonne Island ist eine kleine unbewohnte Insel der Andreanof Islands, die zu den Aleuten gehören. 
Die Insel liegt zwischen Staten und Dora, nördlich von Adak.
Der Name der Insel stammt von dem Forschungsschiff U.S.S. Argonne, welches das Eiland 1933 im Rahmen einer Aleuten-Expedition anfuhr. 